# Ángel Melogno
Miguel Ángel Melogno (* 22. März 1905 in Salto; † 27. März 1945 in Montevideo) war ein uruguayischer Fußballspieler.

## Vereinskarriere
Ángel Melogno spielte in seiner Heimat bereits 1921 und mindestens auch 1928 bis 1929 für Bella Vista. Exaktere Daten diesbezüglich sind – derzeit – jedoch nicht vorhanden. Melogno kam dabei in der ersten offiziell absolvierten Begegnung in der Divisional Extra im Estadio Belvedere gegen Racing am 17. April 1921 zum Einsatz, das sein Team mit 3:1 zu seinen Gunsten entschied. Melogno wurde mit seinen Mitspielern in jenem Jahr Meister dieser Spielklasse und stieg in die Divisional Intermedia auf.

## Nationalmannschaft
Der Mittelfeldspieler war Mitglied der uruguayischen Fußballnationalmannschaft, mit der er sich bei der Fußball-Weltmeisterschaft 1930 den Weltmeistertitel bei der erstmaligen Austragung dieser Veranstaltung sicherte. Im Verlauf des Turniers wurde er jedoch ebenso nicht eingesetzt, wie zwei Jahre zuvor. Dort konnte er den Goldmedaillengewinn mit der uruguayischen Auswahl bei den Olympischen Sommerspielen 1928 in seiner Erfolgsstatistik verbuchen.

## Erfolge
- Olympiasieger 1928
- Weltmeister 1930